# Billon (legering)
Billon er betegnelsen for en legering af sølv og kobber, hvor sølvindholdet er mindre end 50%. Legeringen har siden antikken været brugt til mønter. For at illudere sølv med en højere lødighed kunne man hvidkoge mønterne, dvs. koge dem i en opløsning af salt og vinsten. Herved opløstes en del af kobberet i overfladen, der således bestod af et meget tyndt lag sølv.
I senmiddelalderen kunne ordet også benyttes om guldmønter med lav lødighed. Ordet er det samme som det engelske bullion, der betyder umøntet ædelmetal.